# Globus (seria wydawnicza)

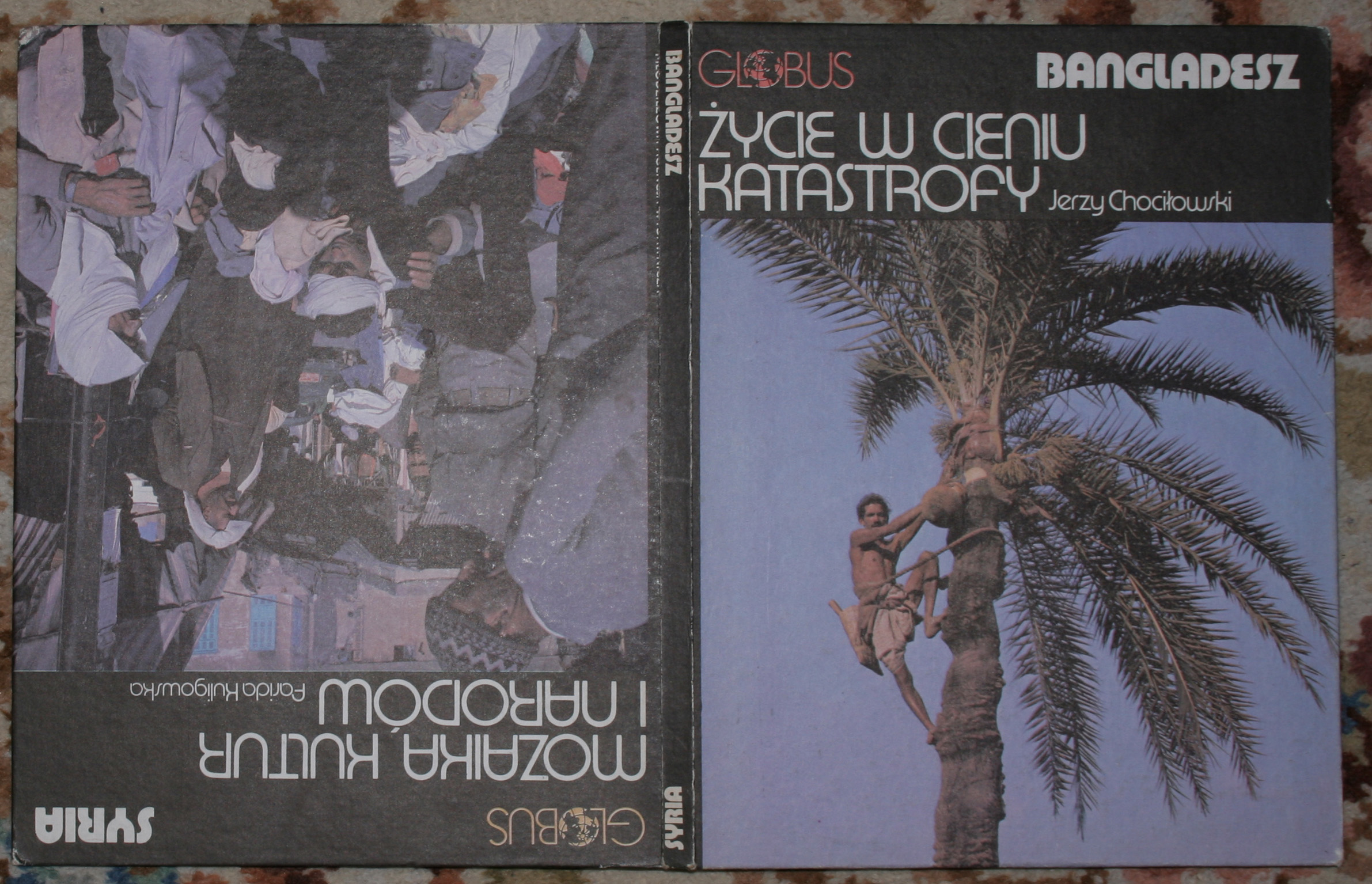
Pierwszy tom serii "Globus"

Globus – cykl 24 reportaży  z różnych krajów i regionów świata, wydawanych w 12 tomach w latach 1983-1991 przez Młodzieżową Agencję Wydawniczą, a po jej likwidacji przez Wydawnictwo Rynku Wewnętrznego „Libra” (ostatnie dwa tomy). Każdy tom serii składał się z dwóch reportaży, zajmowały one po połowie objętości książki i oba miały tytuły na obu stronach okładki rozmieszczone względem siebie „do góry nogami”. Autorami serii byli znani reporterzy i podróżnicy, każdy tom serii był bogato ilustrowany kolorowymi zdjęciami i mapami. Seria była przeznaczona dla młodzieży i miała przybliżać problemy współczesnego świata. Dwa reportaże tworzące każdy tom nie zawsze były ze sobą związane tematycznie, często omawiały dwa zupełnie odmienne miejsca na świecie w celu podkreślenia jego zróżnicowania.

Tytuły serii:
- Farida Kuligowska, Mozaika kultur i narodów (Syria), Jerzy Chociłowski, Życie w cieniu katastrofy (Bangladesz),1983

- Wojciech Kubicki, Słodkie morze Bajkał (Syberia), Ryszard Kapuściński, Zaproszenie do Gruzji (Gruzja) - fragment książki Kirgiz schodzi z konia, 1984

- Janina Rubach-Kuczewska, Podróże po Tokio (Japonia), Wojciech Kubicki, Tajga tajga tajga (Syberia), 1984

- Anna Marciniakówna, Słońce od północy (Laponia), Mirosława Czerny, Indianie Kolumbii (Kolumbia), 1984

- Ryszard Badowski, Raj w Antarktyce (Georgia Płd.) i Kraina ognia (Azerbejdżan), 1985

- Edward Karłowicz, Palmy pod śniegiem (Abchazja), Janusz Fogler, Na wschód od Bajkału (Buriacja), 1985

- Olgierd Budrewicz, Madagaskar pełen tajemnic (Madagaskar) i Argonauci z Papui (Papua-Nowa Gwinea), 1986

- Anna Marciniakówna, Wyspa ognia i lodu (Islandia), Mirosława Czerny, Śladami Inków (Ameryka Płd.), 1986

- Michał Jaranowski, Most na Rzece Czerwonej (Wietnam) i Podróż z dobrymi duchami (Laos, Kambodża), 1987

- Andrzej Dembicz, Jerzy Makowski, Ani ziemia ani woda (Amazonia), Marek Ołdakowski, Moja Andaluzja (Hiszpania), 1988

- Ryszard Czajkowski, Spotkanie z Antarktydą (Antarktyda), Lidia Motrenko-Makuch, Nad środkowym Nigrem (Mali), 1991

- Nina Sławińska, Komu Paryż ? (Francja), Hanna Samsonowska, Więcej niż miasto (Francja), 1991